# La Vouise
La Vouise (ou Vouisse), parfois nommée Le Replat, est une colline surplombant la ville de Voiron, dans le département français de l'Isère. Elle se distingue par la statue de Notre-Dame qui se trouve à son sommet.

## Géographie

### Situation, topographie
La Vouise est située dans le Sud-Est de la France, dans la région Auvergne-Rhône-Alpes et le département de l'Isère, dans la partie orientale du territoire communal de Voiron et au nord-est de son centre-ville. Elle se trouve à une vingtaine de kilomètres au nord-nord-ouest de Grenoble et environ 75 kilomètres au sud-est de Lyon. Elle fait partie de l'Avant-Pays du Bas-Dauphiné. Elle culmine à 739 mètres d'altitude au Replat, une statue étant située sur une échine à 400 mètres à l'ouest. Le piémont méridional de la colline est entaillé par les gorges de la Morge.

### Géologie
La Vouise est constituée à sa base de molasse et dans sa partie supérieure de conglomérat, roches formées au Miocène en marge des Alpes,. Elle est recouverte à son sommet par des alluvions glaciaires incluant des blocs erratiques.

## Histoire
Une tour supportant une statue de Notre-Dame-de-Vouise a été installée en 1868 au sommet du relief à l'instigation d'Eugène Poncet connu à Voiron sous le nom de « père des pauvres ». La statue fut financée par une souscription lancée par les Voironnais dès 1864. La création de la commission de N.-D. de Vouise eut lieu le 23 novembre 1866 sous la présidence du maire de l’époque, M. Faige le Blanc. Elle organisa une loterie pour financer le projet. Le coût de participation était de 0,50 centime le billet. Les gagnants des lots furent annoncés le 30 mai 1867. L'objectif était de vendre « 20 mille billets » (soit 10 mille francs). La statue fut construite par un chaudronnier de Saint-Laurent-du-Pont, Charles Hérold, qui réalisa ici une réplique en cuivre à l'échelle 1/2 (soit 7 mètres de haut) de la statue de Notre-Dame de France du Puy-en-Velay.
Elle représente la Vierge Marie, se tenant debout sur un demi globe terrestre où elle écrase du pied un serpent, et tenant sur son bras droit l'Enfant Jésus qui bénit la ville. Sur le piédestal la phrase « Posuerunt me custodem » (« Ils ont fait de moi leur gardienne ») est gravée.  Elle fut tout d'abord exposée sur la place du marché de Voiron après la demande des Voironnais qui souhaitaient admirer la statue de près et se prendre en photo avec. Il n'existe plus que très peu de photos de ce moment. Une reproduction est visible dans le livre écrit en 1940 par le chanoine Duplessis. Un cortège fut organisé le premier septembre 1868 pour monter la statue en haut de la Vouise. En tout, 15 brancards fleuris portés par les jeunes de Voiron montèrent les différentes pièces de la statue. Le cortège mit trois heures à arriver au sommet de la montagne.
Différentes légendes locales entourent la construction de la statue, notamment des miracles lors du transport par les ouvriers. La plus connue concerne le créateur de la statue : il aurait inversé un des bras de la Vierge, ce qui aurait provoqué son suicide. Ou encore, à la fin de la construction de la tour un accident eut lieu, l’ouvrier qui allait tomber de 27 mètres de haut se rattrapa à une corde ; cet événement fut considéré comme un message de la vierge, elle avait sauvé l’ouvrier. Un deuxième incident similaire eut lieu au moment du déplacement de la statue. L’homme d’église à l’origine du projet raconte dans son journal que la statue fit une chute de 17 mètres pendant son montage mais qu’elle n’écrasa aucun ouvrier ni ne se brisa, ce qui fut une nouvelle fois interprété comme un signe de la vierge.
La statue fut inaugurée et bénie le 4 octobre 1868 par Mgr Ginoulhiac, évêque de Grenoble. La cérémonie fut accomplie à distance devant la nouvelle église à cause du mauvais temps qui avait rendu les sentiers impraticables.
À la fin des années 1920, la tour de Notre-Dame de Vouise fut rénovée. Cette rénovation fut financée comme la statue par la générosité des Voironnais. Des panneaux de signalisation sur les chemins de la Martellière et celui des gorges furent ajoutés pour faciliter l’accès à la statue.
Aujourd'hui la statue est éclairée toutes les nuits grâce à un dispositif de lampes et de panneaux solaires afin de la rendre visible. Cet éclairage a pour but de mettre en valeur la statue qui est un patrimoine important de la ville de Voiron. Avant l'installation de lumières sur la statue, plusieurs associations ont pris en charge son illumination. Elle avait lieu le 8 décembre, date qui est une référence à l’Immaculée Conception. Cette tradition est née à la suite d'une épidémie de peste évitée dans la région grâce à la vierge ; ce même événement a conduit à la création de Fourvière à Lyon. Une des associations qui a illuminé la Vouise par des feux d'artifice pendant plusieurs années est la classe 60 (toutes les personnes née en 1940) de Voiron qui montait chaque année le 8 décembre et organisait un repas au pied de la statue.

## Activités

### Ascension
La tour offre un panorama sur la ville et les massifs de la Chartreuse et du Vercors. Il existe trois itinéraires permettant de se rendre en une trentaine de minutes au sommet de la Vouise, et il reste ensuite à gravir 90 marches pour arriver au sommet de sa tour.

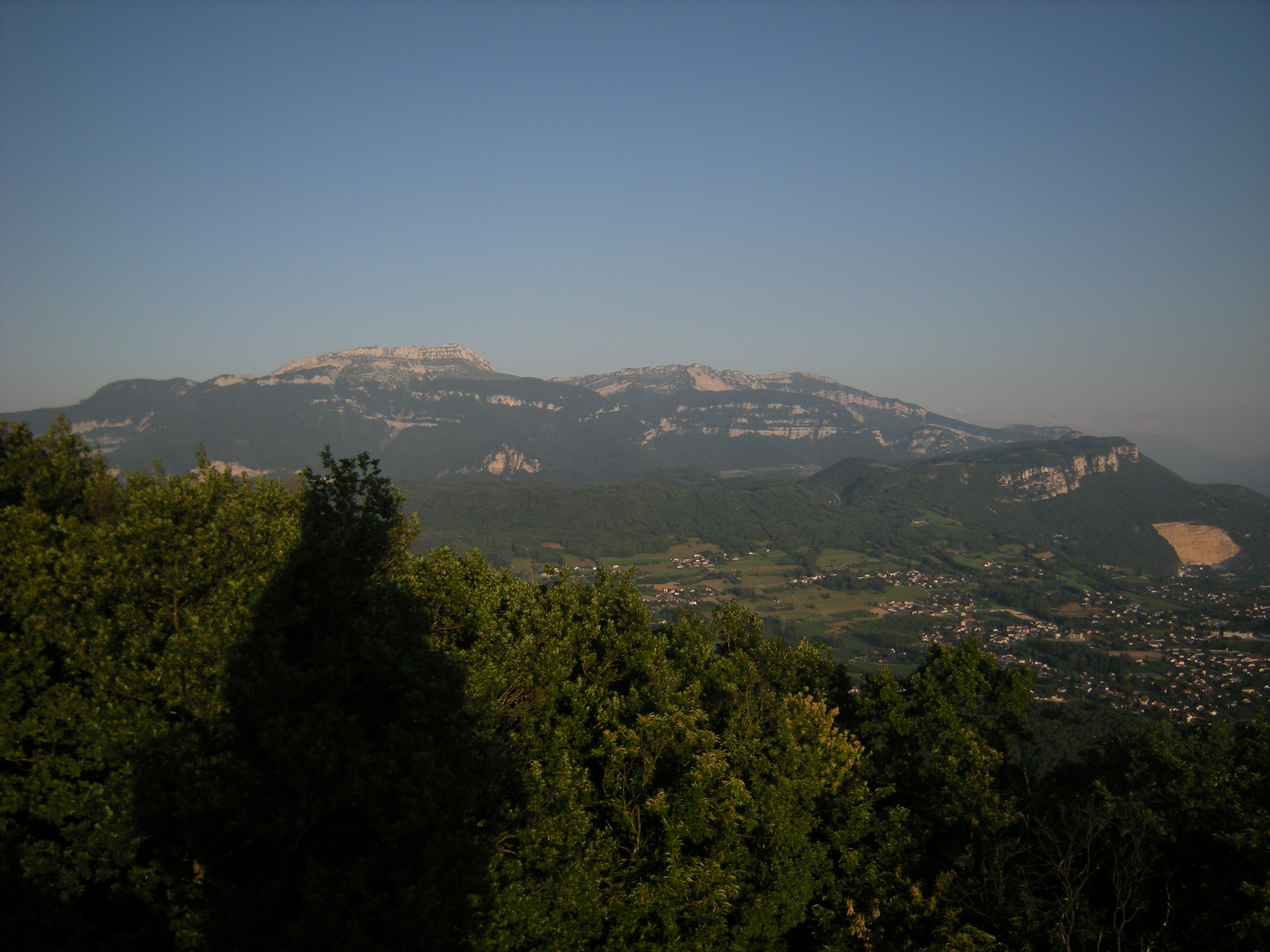
Vue de la Grande Sure depuis la tour de la Vouise
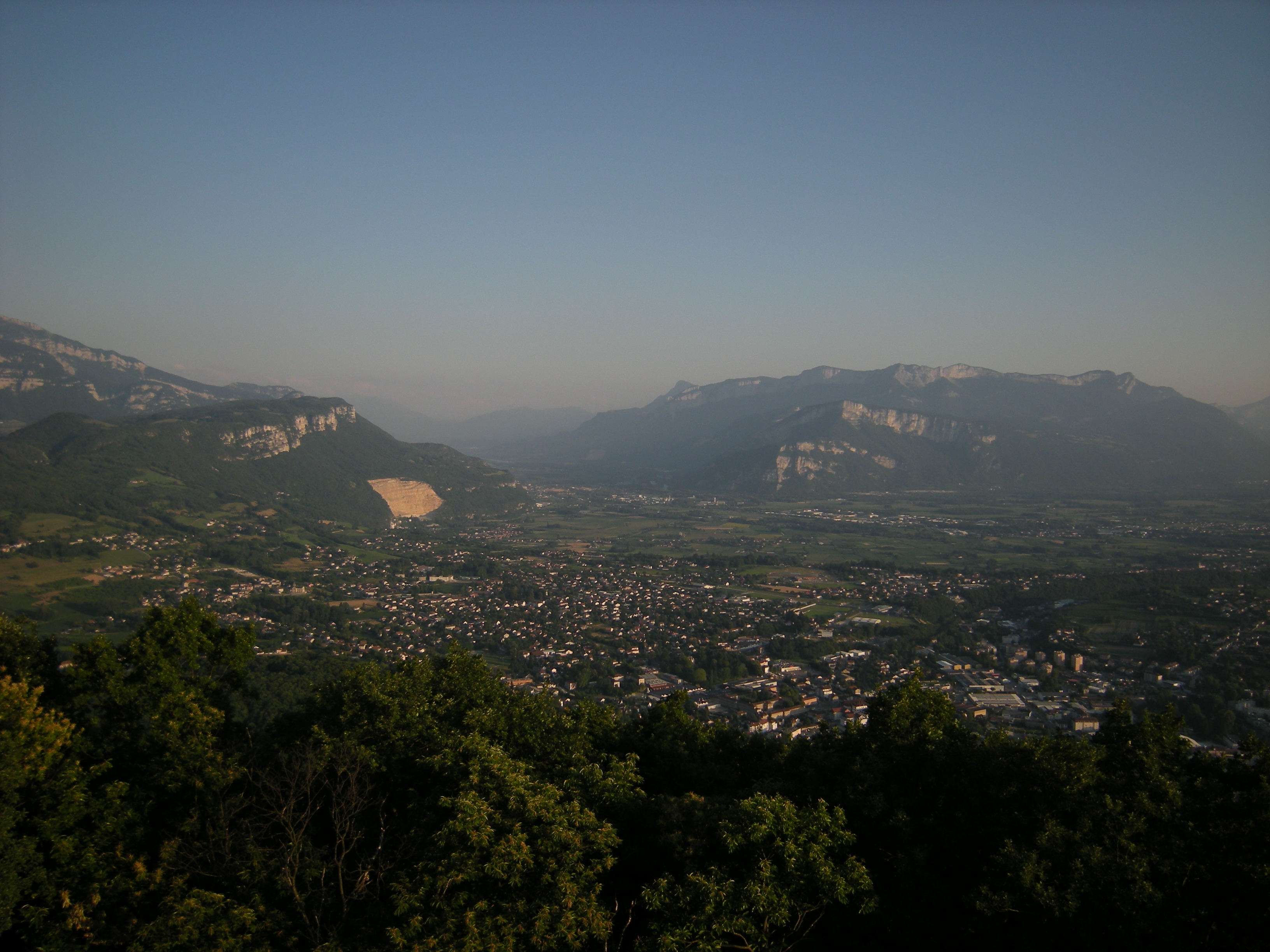
Vue de la vallée de l'Isère depuis la tour de la Vouise

### Trail
Depuis 2013, un trail est organisé par Les circuits de la Sure. C'est un trail nocturne de 2,6 km avec 400 m de dénivelé positif. Cet événement peut se pratiquer en marchant ou en courant. Les bénéfices de l’épreuve marche sont entièrement reversés au Téléthon.